# Синкраю-Сілванієй
Синкраю-Сілванієй (рум. Sâncraiu Silvaniei) — село у повіті Селаж в Румунії. Входить до складу комуни Добрін.
Село розташоване на відстані 392 км на північний захід від Бухареста, 14 км на північний схід від Залеу, 67 км на північний захід від Клуж-Напоки.

## Населення
За даними перепису населення 2002 року у селі проживали 173 особи.
Національний склад населення села:
| Національність | Кількість осіб | Відсоток |
| -------------- | -------------- | -------- |
| угорці         | 166            | 96,0%    |
| румуни         | 7              | 4,0%     |

Рідною мовою назвали:
| Мова      | Кількість осіб | Відсоток |
| --------- | -------------- | -------- |
| угорська  | 166            | 96,0%    |
| румунська | 7              | 4,0%     |